# Ахметшин Каюм Хабібрахманович
Каюм Хабібрахманович Ахметшин (1909—1943) — радянський військовослужбовець, Герой Радянського Союзу (1943, посмертно). У роки німецько-радянської війни помічник командира шабельного взводу 58-го гвардійського кавалерійського полку 16-ї гвардійської кавалерійської дивізії, сформованої в грудні 1941 року в Уфі, як 112-а Башкирська кавалерійська дивізія, 7-го кавалерійського корпусу 61-ї армії Центрального фронту, гвардії старшина.

## Життєпис
Народився 24 червня (7 липня) 1909 року в селі Каракусюк Орського повіту Оренбурзької губернії. Башкир. Освіта початкова. До 1929 року займався землеробством в господарстві батька. З травня 1929 року по квітень 1932 року працював секретарем Олексіївської сільради Зіанчуринського району.
У 1932-34 роках служив у Червоній Армії. З 1934 по 1941 рік працював інспектором пожежної охорони Зіанчуринського, Хайбуллінського районних відділів НКВС Башкирської АРСР. Член ВКП(б) з 1939 року.
До Червоної Армії знову призваний в грудні 1941 року Хайбуллінським райвійськкоматом Башкирської АРСР.
Гвардії старшина К.X. Ахметшин особливо відзначився при форсуванні річки Дніпро 27 вересня 1943 року. Переправляючись через річку одне з відділень взводу потрапило під обстріл артилерії противника. Уламок снаряда пробив човен. Пливший на плоту неподалік від пошкодженого човна К.X. Ахметшин, на ходу перебрався до нього, заткнув пробоїну своєю спідньою сорочкою і успішно переправив човен на правий берег.
На західному березі Дніпра зі своїм взводом він потрапив в оточення. Під час бою з гітлерівцями скінчилися боєприпаси. К.X. Ахметшин, знищивши станковий кулемет противника, підняв взвод в атаку. У рукопашному бою взвод знищив двадцять п'ять солдатів ворога, прорвав кільце оточення і вийшов до свого ескадрону.
Ахметшин К. Х. загинув у бою 10 листопада 1943 року в районі міста Річиця.
Похований в селі Прибирань Лоєвського району Гомельської області Білорусі.
Звання Героя Радянського Союзу Каюму Хабібрахмановичу Ахметшину присвоєно посмертно 15 січня 1944 року.

## Нагороди
- Медаль «Золота Зірка» Героя Радянського Союзу (15.01.1944)[4]
- Орден Леніна

## Пам'ять
- Ім'я Героя К.X. Ахметшина присвоєно:

Абишевській середній школі в Хайбуллінському районі;
вулицям в районному центрі — селі Ак'яр і в селі Ісянгулово Зіанчуринського району.
- В центрі села Ісянгулово встановлений монумент.
- Ім'я К. Х. Ахметшина викарбувано золотими літерами на меморіальних дошках разом з іменами всіх 78-и Героїв Радянського Союзу 112-ї Башкирської (16-ї гвардійської Чернігівської) кавалерійської дивізії, встановлених у Національному музеї Республіки Башкортостан (місто Уфа, вулиця Радянська, 14) і в Музеї 112-ї (16-ї гвардійської) Башкирської кавалерійської дивізії.